# Howard Carter
Howard Carter (Kensington, Londres, 9 de maig de 1874 - 2 de març de 1939) fou un arqueòleg i egiptòleg anglès, descobridor el 1922 de la KV62, la tomba de Tutankamon a la Vall dels Reis, situada a la necròpolis de Tebes (avui Luxor), Egipte.

## Biografia
Howard Carter va néixer a Londres, el fill petit d'una família amb onze fills. El seu pare, Samuel Carter, era pintor i li va donar una formació artística.
Quan Howard era petit la família es traslladà a viure a Swaffam al nord del comtat de Norfolk, a la costa oriental anglesa.

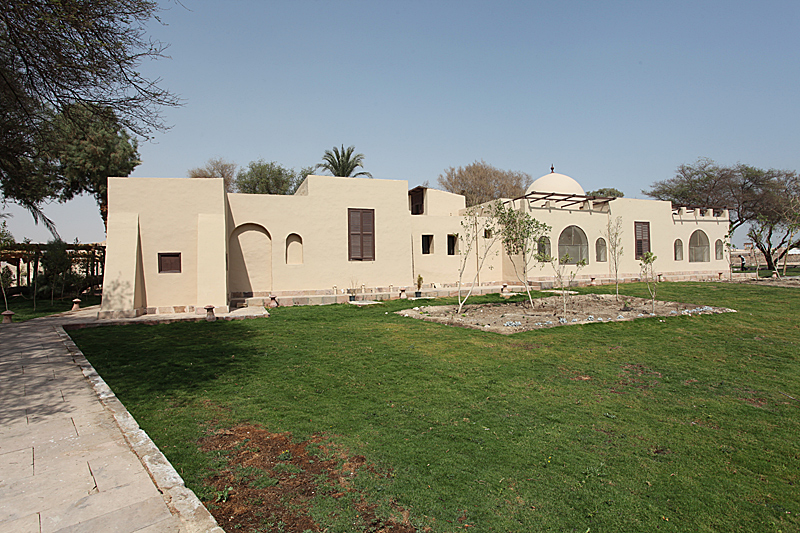
La casa de Howard Carter a la necròpolis de Tebes.

### Els primers anys a Egipte
Apassionat per Egipte i pels diversos relats dels primers expedicionaris a la terra del faraons, es traslladà a viure a aquell país. Començà a treballar-hi el 1891, quan només comptava amb 17 anys, copiant pintures i inscripcions. Aviat la Egypt Exploration Fund de l'Amelia Edwards li va donar l'oportunitat de treballar al jaciment de Beni Hasan, a les ordres de l'egiptòleg britànic Percy Newberry. En acabar, el 1892, William Flinders Petrie li feu de tutor al jaciment d'Amarna. Entre el 1894 i el 1899 va treballar amb Edouard Naville a Deir el-Bahari, on va aprendre les bases de l'arqueologia i a llegir els jeroglífics. El 1899 entrà al Servei d'Antiguitats Egípcies gràcies a Gaston Maspero, on hi treballà durant sis anys, primer fou nomenat Inspector en Cap de l'Alt Egipte i Núbia, amb especial atenció a la zona de Tebes a partir del 1902 on supervisà un bon nombre d'excavacions. I posteriorment, el 1904, se li assignà tota la zona del Baix Egipte. El 1905 va dimitir a causa d'una baralla entre uns vigilants egipcis i uns turistes francesos que va acabar als tribunals, Carter s'havia posicionat a favor dels treballadors egipcis (el cas es va conèixer com The Saqqara Affair, l'incident de Saqqara).

### L'associació amb Carnarvon
El 1907 va conèixer Lord Carnarvon, un aristòcrata anglès molt interessat en l'arqueologia i el món dels faraons. Carnarvon fou el protector de Carter, i li subvencionà els següents treballs arqueològics.

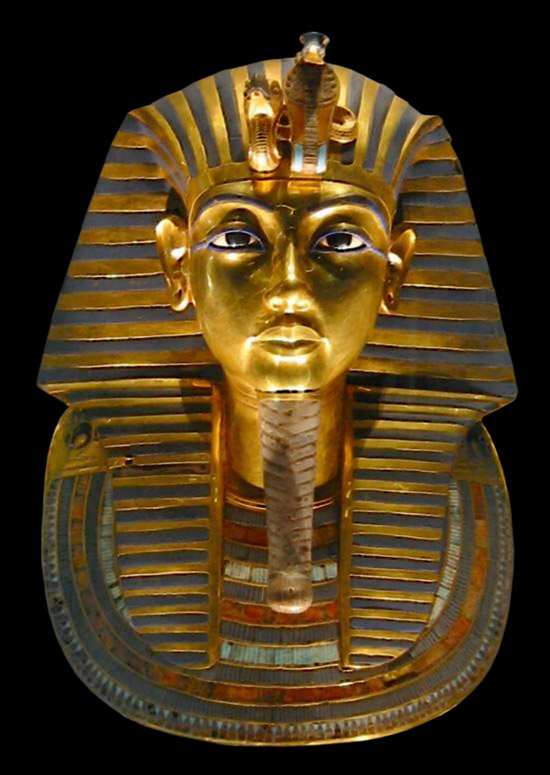
Màscara funerària de Tutankamon al Museu d'Antiguitats Egípcies del Caire.

Aquest noble també finançà la recerca de la tomba del jove faraó Tutankamon. El 4 de novembre de 1922, Howard Carter trobà la tomba a la Vall dels Reis. Junts estudiaren la tomba del faraó, la qual obriren el 16 de febrer de 1923. La tomba és coneguda amb el nom de KV62.
Al cap de poc d'obrir la cambra mortuòria del faraó, començaren una sèrie de morts i desgràcies al voltant de l'equip de treball, que feren córrer la brama que hi havia una maledicció (vegeu: KV62). Després d'haver estat durant un llarg període cercant per Egipte restes de faraons, es retirà de l'arqueologia i es dedicà al col·leccionisme.

### Els últims anys
En 1924 visità els Estats Units, on va donar una sèrie de conferències, sobretot a la ciutat de Nova York. Durant els darrers anys de la seva vida li diagnosticaren un limfoma (càncer), que motivà el seu retorn a Anglaterra, on s'establí de forma definitiva.
De la seva vida personal només se sap que tingué una filla, Valeria Carter Darroch.
Morí a Londres, el 2 de març de 1939 als 65 anys per un atac de cor causat per un limfoma molt extens. Fou enterrat al cementiri de Putney Vale, a l'oest de la capital britànica (Putney Vale pertany a les zones londinenques de Wimbledon i Richmond Park). Els epitafis de la seva tomba són:
"May your spirit live, may you spend millions of years, you who loves Thebes, sitting with your face to the north wind, your eyes beholding hapiness".
"Que el teu esperit visqui, que puguis passar milions d'anys, tu que estimes Tebes, assegut amb la teva cara cap al vent del nord, amb els teus ulls plens de felicitat".
"Oh night, spread thy wings over me as the imperishable stars"
"Oh nit, desplega les teves ales sobre mi com les estrelles perdurables"

## L'actitud i el sistema de Carter

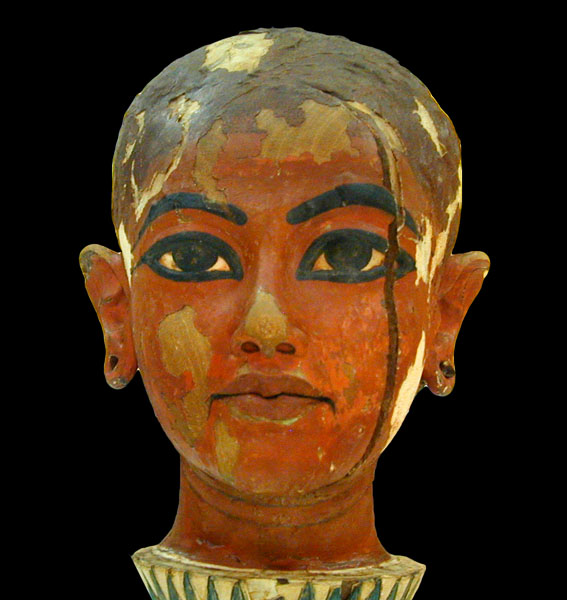
Cap del faraó sobre una flor de lotus (Museu Egipci del Caire)

El caràcter tossut i orgullós de Howard Carter li va ocasionar greus problemes durant la seva vida, però possiblement també va afavorir el descobriment de la tomba de Tutankamon (vegeu també: KV62).
Una mostra de la seva actitud és la seva actuació durant l'incident de Saqqara (The Saqqara Affair), on els turistes francesos, que havien begut, van trencar elements d'una tomba, van agredir verbalment els guardes des de bon principi i van entrar la casa de Petrie, entre d'altres, Carter, quan se'n va assabentar va donar permís als egipcis perquè es defensessin. L'incident es va convertir en un afer polític i diplomàtic arran de les tensions preexistents entre les comunitats francesa i anglesa a Egipte i el malestar entre els dos països a nivell internacional. Molts amics de Carter, de diverses nacionalitats, li van demanar i/o suplicar que demanés disculpes per a poder oblidar l'incident, però Carter s'hi va negar reiteradament i va acabar dimitint del Service des Antiquités, fins i tot en contra dels desitjos de Maspero.

### Controvèrsia sobre la feina de Carter a la tomba
Les actuacions i els informes de Carter sobre el descobriment i el tractament dels tresors de la tomba s'han posat en dubte diverses vegades. L'antic director del Metropolitan Museum of Art de Nova York, Thomas Hoving, afirmava el 1978 que en Carter havia entrat amb Carnarvon i la seva filla a la tomba durant la nit i sense permís, que van visitar totes les sales tancades mitjançant forats a la paret que després van reparar i tapar amb objectes de la tomba, i que se n'havia endut objectes petits que no es van arribar a registrar mai, i que avui dia es troben repartits entre diversos museus. En Hoving citava entre altres diversos documents inèdits que havia trobat en els arxius del museu.
Un dels principals objectes que podria haver manllevat Carter és el cap del faraó sobre una flor de lotus, fet de fusta policromada. El cap no havia estat ni registrat ni catalogat. El van trobar en Pierre Lacau i en Reginald Engelbach durant un inventari dels objectes de la tomba KV4, la tomba de Ramsès XI, mentre en Carter estava als Estats Units. Segons Carter, el cap s'havia trobat a l'entrada de la KV62.
També existeix la suposició que en Carter podia haver descobert la tomba uns mesos abans de la data oficial, i que hauria tingut temps d'extreure'n uns quants objectes, en comptes del tercer dia de l'última temporada d'excavacions a la Vall.
De totes maneres, mai s'ha acusat a en Carter de lladre i traficant, ja que no es té constància que vengués cap d'aquests objectes.